# HiGH&LOW 熱血街頭
《HiGH&LOW 熱血街頭》是由EXILE HIRO領銜策劃EXILE TRIBE綜合大型原創娛樂項目，項目包括由2015年開播的電視劇、漫畫和SNS社交平台互動，以及在2016年的原創音樂專輯、演唱會及電影，至2020年已成為日本演藝圈規模最大的動作影劇系列作品。
從電視劇為出發點，以「全員主役」（中譯：全員主演）為賣點標題，從電視劇開始到電影描寫每一個角色和團體，參演包括LDH旗下的EXILE TRIBE：EXILE、劇團EXILE、EXILE THE SECOND、三代目J Soul Brothers、GENERATIONS、E-girls等成員，此外更有很多出名的演員參與演出，包括林遣都、山田裕貴、早乙女太一、Golden Bomber（金爆）、窪田正孝、YOU、小泉今日子、BIGBANG成員勝利等人。本系列作與漫畫家高橋弘的《漂丿男子漢》系列為共同世界。

## 企畫制作
- 2015年10月－漫畫開始連載
- 2015年10月22日－電視劇第一季開始播放
- 2016年4月17日－電視劇第二季開始播放
- 2016年5月7日－「ROAD TO HiGH&LOW」電影上映
- 2016年6月15日 －「HiGH&LOW ORIGINAL BEST ALBUM」音樂專輯發售
- 2016年7月16日－「HiGH&LOW THE MOVIE」電影上映
- 2016年7月22日－「HiGH&LOW THE LIVE」巡迴演唱會開始
- 2016年10月8日－「HiGH&LOW THE RED RAIN」電影上映

## 故事大綱
支配著某地域一帶的傳說中暴力團體MUGEN (無限)和極惡兄弟雨宮兄弟的一場打鬥後，MUGEN突然解散，而雨宮兄弟也從那小鎮消失。從此之後，在那個地區冒起了五個組織，山王聯盟、White Rascals、鬼邪高校、RUDE BOYS、達磨一家。由各個組織的首個字母合併而成叫成SWORD地區
，當中的暴力團體均稱為G-SWORD，同時在另一個地區出現謎之組織MIGHTY WORRIORS。這一場賭上尊嚴的鬥爭也隨即開始。

## 角色簡介

### MUGEN（無限）
是支配著現時稱為SWORD地區一帶（舊SWORD地區）的傳說中暴力團體，以重機車庫作為基地。原先由創立者琥珀和龍也二人組成的賽車團體，團體名字是二人希望一起疾走的時間能夠無限延續的意思。最後加入了太田和古西作同伴，然後陸續出現九十九、COBRA和YAMATO等後輩。勢力逐漸擴大，同時在打倒日向會之後聲名大噪，全盛時期擁有超過100人的勢力。但擁有龐大人數同時惹來外間有以MUGEN為名作壞事的傳聞。隨後和雨宮兄弟產生衝突期間，龍也的死去也導致MUGEN突然解散。
- 琥珀－EXILE AKIRA（EXILE）

本名是美浦龍臣，是「MUGEN」的領袖，是兼備壓倒性的戰鬥力以及領導能力的傳說中最強男人。左眼琥珀色的假眼是中學時代打架時受傷而得來。因為小時候曾經因為給欺負的時候得到龍也幫助過後成為密友，然後一同創立了賽車團體「MUGEN」。琥珀因為對MUGEN的執著而不太能接受龍也、太田跟古西的退團。「MUGEN」原本的方針是成員平等所以沒有領袖，但因為隨後加入團體的人數逐漸增加後琥珀成為了領袖。在龍也死後，解散了「MUGEN」就消失了蹤影。自暴自棄的琥珀其後跟韓國黑手黨「張城」的李聯手襲擊「SWORD」。
- 九十九－青柳翔（劇團EXILE）

本名是鷹村九十九，是琥珀的好友。在打鬥的時候都是當先鋒，格鬥技非常好。但頭腦不太靈活，數學和英語成績非常差，還把原本洋食店「ITTOKAN」的其中一個「T」寫少了，造成洋食店現在的名字為「ITOKAN」。本來沒有親人的關係，就如一隻孤獨的狼，任由誰來挑釁他都會跟對方打起來，遇到琥珀的親切對待後才知道同伴的重要。在龍也死亡事故同時受到重傷陷入昏迷狀態，恢復意識後還是決定跟隨琥珀而行。
- 龍也－井浦新

由劇集第二季登場，是琥珀獨一無二的密友，也是NAOMI的哥哥。跟琥珀創立了「MUGEN」數年後，因為要承繼亡父的洋食店夢想而開始經營「ITOKAN」，隨後退出了「MUGEN」。「ITOKAN」的名字由來是希望創造一個溫暖的場所給同伴任何時候都可以回來聚在一起。（ITOKAN的正確寫法應該是ITTOKAN，日文是一斗缶，是一些汽油金屬罐，空置的汽油罐會用來燃起火種來取暖。）在九十九的拜託下，給了琥珀一些關於「MUGEN」的忠告後，給車撞到而死亡。
- 太田－高谷裕之

業餘格鬥家，雖然身形細小但力量跟琥珀和龍也一樣是力量型。原先和古西稱霸「國雙地區」，其後因為跟同樣喜歡重機的「MUGEN」志趣相投而加入了成為一員。和古西一起為了成為職業格鬥家而決定退出「MUGEN」去美國發展。
- 古西－岡見勇信

跟太田一樣是業餘格鬥家，同時期加入「MUGEN」，亦同時期因為要成為職業格鬥家為目標退出「MUGEN」。

### 雨宮兄弟
居住在舊SWORD地區鄰近地區「國雙地區」的極惡兄弟。據說雅貴和廣斗二人過去曾經練過格鬥技，戰鬥力跟超過100人勢力的MUGEN不相伯仲，但在MUGEN解散的同時期消失蹤影。除了這兄弟二人，據說還有比這二人更加強的大哥，雨宮尊龍(於「電影版:紅雨」中出場)。此外，雅貴和廣斗是異父異母的兄弟。
- 雨宮雅貴－EXILE TAKAHIRO（EXILE／ACE OF SPADES）

在「雨宮兄弟」中排行第二，在跟人爭執的時候通常負責阻止容易暴走的廣斗，但當自己也憤怒的時候，連說話的語調也會變得比廣斗更差，而且會跟廣斗一起暴走。打架的時候最拿手是用腿踢，跟當時最強的琥珀戰鬥力不相伯仲。跟廣斗說話時會用九州話，也會自稱「哥哥」。非常喜歡跟女生搭訕。
- 雨宮廣斗－登坂廣臣（三代目JSB）

在「雨宮兄弟」中排行第三，平時是好酷酷的性格，一旦發怒就連雅貴也阻止不了。打架的時候以拳擊的姿態作戰。
- 雨宮尊龍－齋藤工

在「雨宮兄弟」中排行第一，三人中最強者。

### G-SWORD

#### 山王聯合會
為SWORD中的「S」。在SWORD地區以商店街「山王街」為根據地，是由在解散了的「MUGEN」待過的舊成員COBRA和YAMATO
組成的團體，為了誤入歧途的NOBORU有一個歸宿。是「山王街」的調解員角色，別稱「山王街二代目喧嘩屋」。成員經常流連在西餐廳「ITOKAN」。作為故事的中心起點。
- COBRA（コブラ）－岩田剛典（EXILE／三代目JSB）

本名是緋野盾兵，是「山王聯合會」的頭目，亦是「MUGEN」的舊成員。雖然是個沉默寡言的人，卻很有愛心，要保護「山王街」的心都比任何人強烈。在「MUGEN」時期的他臉上常常掛著笑容。非常崇拜日本職業摔角手安東尼奧·豬木，在小時候曾經使用摔角技術"Cobra twist"以打倒十人，因此得到Cobra眼鏡蛇（日文發音為KOBURA）之稱。老家是經營油站。
- YAMATO （ヤマト）－鈴木伸之（劇團EXILE）

本名是朝比奈大和，是團體裡的中心人物，也是「MUGEN」的舊成員。有強烈的正義感，以及正直天真的性格，胃口超大經常說肚子餓。平時在老家「朝日奈整備」金屬片工場工作。
- DAN （ダン）－山下健二郎（三代目JSB）

本名是壇一八，平時總是說著關西腔，在團中擔當著搞氣氛的角色。平時在老家經營的雜貨店「壇商店」當店長。跟TETTSU感情要好，經常一起。
- TETTSU （テッツ）－佐藤寬太（劇團EXILE）

本名是黑崎鐵平（黒崎鉄平），頂著雷鬼頭，是突擊隊長，興趣是聽Black Music和玩Instagram。老家是經營一間叫「山乃湯」的澡堂。對伊集院仁花非常在意。
- CHIHARU （チハル）－佐藤大樹（EXILE/FANTASTICS from EXILE TRIBE）

本名是片岡千晴，鬼邪高校的學生，「山王聯盟」的新成員。跟TETTSU一樣常常玩Instagram。某天從「鬼邪高校」逃走出來的時候遇到YAMATO求助為契機加入「山王」。
- 伊集院甲 - 八木將康（劇團EXILE）

山王联合会成员，是伊集院家的二男，但卻不會幫忙理髮店的事。跟COBRA和YAMATO同小學出身，小學的時候開始，只要被說是「蟹」便會大暴走。
- KEN （ケン）－岩谷翔吾（THE RAMPAGE from EXILE TRIBE）

將在電影登場。
- 光－山本彰吾（THE RAMPAGE from EXILE TRIBE）

將在電影登場。

#### White Rascals
為SWORD中的「W」。以堅守保護被男人傷害的女士為信條的星探集團，以領袖ROCKY經營的夜總會「HEAVEN」為基地。團隊的顏色為白色，別名是「誘惑的白惡魔」。跟販賣女性的星探集團「DOUBT」是敵對關係。
- ROCKY（ロッキー）－黑木啓司（EXILE／EXILE THE SECOND）

「White Rascals」的領袖，會佩戴著圓形墨鏡以及有手銬作為手飾，是個捉摸不到他感情的，帶有怪異感覺的人。平時會拿著拐杖，打架的時候會使用作為武器。在小時候母親和姐姐因為父親有家庭暴力的關係而自殺，因此有了要守護女性的強烈意念。本名：六木
- KOO（コウ）－遠藤雄彌

是ROCKY的左右手，平時都會目無表情像管家一樣的姿態，但面對敵人的時候就會展露殘暴的一面。是KIZZY 和KAITO去了海外後再加入，所以不知道他們的存在。
- AIZAWA（愛澤類人）－鬼龍院翔（Golden Bomber）

视觉四人组之一，本名是愛沢類人，是個戴著帽子，感覺上是眾多成員中看似比較老實得體的成員。在电影版2：天空尽头中为了与其他三人组乐队被ROCKY赶出White Rascals。
- BITO（美藤聖也）－喜矢武豐（Golden Bomber）

视觉四人组之一，本名是美藤聖也，是個有點中世紀感覺，比較健談的成員。在电影版2：天空尽头中为了与其他三人组乐队被ROCKY赶出White Rascals。
- ENARI（江名利翼）－歌廣場淳（Golden Bomber）

视觉四人组之一，本名是江名利翼，是個左右髮色不一樣，比較少說話的成員。在电影版2：天空尽头中为了与其他三人组乐队被ROCKY赶出White Rascals。
- SHIMURA（志村春比）－樽美酒研二（Golden Bomber）

视觉四人组之一，本名是志村春比，是個剃了和尚頭，戴著保護眼罩一樣的墨鏡，在眾多身形比較瘦削成員中，他是擁有筋肉體質的成員。在电影版2：天空尽头中为了与其他三人组乐队被ROCKY赶出White Rascals。
- KIZZY （キジー）－稻葉友

在劇集第二季登場，是「White Rascals」的初期成員，是「DOUBT」的前成員。說話和行為都是女性語調。在「DOUBT」當星探的時期，曾跟ROCKY對峙過，給ROCKY看出了他內心是女性後轉去和他合作。成立了「White Rascals」後，為了去做轉性手術而跟KAITO一起到海外一段時間。
- KAITO （カイト）－柳俊太郎

在劇集第二季登場，是「White Rascals」的初期成員，是「DOUBT」的前成員。沉默而看似沒感情一樣，但和KIZZY就好像心靈相通。
- HEIDI－西村一辉

在电影版2：天空尽头登场，SMG世界名作剧场四人组之一，代替被ROCKY踢出White Rascals的视觉四人组。
- MARCO－广濑智纪

在电影版2：天空尽头登场，SMG世界名作剧场四人组之一，代替被ROCKY踢出White Rascals的视觉四人组。
- LASSIE－西川俊介

在电影版2：天空尽头登场，SMG世界名作剧场四人组之一，代替被ROCKY踢出White Rascals的视觉四人组。
- COSETTE－松田凌

在电影版2：天空尽头登场，SMG世界名作剧场四人组之一，代替被ROCKY踢出White Rascals的视觉四人组。

#### 鬼邪高校
為SWORD中的「O」。通稱「鬼邪高」，是一間同時實行男子全日制和男女子兼讀制的高中，別名「烏黑的暴力高中」，標榜著集結全國的不良少年高中。雖然全日制和定時制全是不良少年，但普遍都說全日制的水平比較低，比較有名都是在兼讀制超過二十歲的學生。因為經常有黑幫組織來勾結招攬，但很多學生都是爲了加入更好的組織而選擇留級，因而有說「留級五年的就是一流」。另外有傳一個儀式，只要捱過100拳就可以當上「鬼邪高校」首領之位，而村山就是捱過了100拳而成為首個登上首領之位。該高中是只要有錢就可以入學，也歡迎留級。跟戶留亞巿的鳳仙、鈴蘭是盟校。

##### 定时制
- 村山良樹－山田裕貴

鬼邪高校的頭目，是定時制的男學生。屬於小體格，但戰鬥力和忍耐力都是鬼邪高校最強，捱過了100拳而當上了頭目之位。跟COBRA單挑戰敗後一度失去目標，但被押上斥責和跟COBRA對話後，再一次跟前來要搶奪頭目之位的轟對決，過程中再一次領悟到同伴間一同進退的目標。
- 古屋英人－鈴木貴之

村山的左右手，也是定時制的男學生。有曾經可以捱打98拳的事蹟，但在村山捱到第100拳的時候違反了規則用了武器，可是反過來給打敗後，成為了村山的後援。
- 關虎太郎－一之瀨亘（日语：一ノ瀬ワタル）

擁有如同職業摔角手的體格，是鬼邪高校最年長（25歲）的定時制男學生。在對付CHIHARU的時候使用武器外，還會使用卑鄙的戰法。對村山有敬仰之意。
- 中茎－青木健

鬼邪高校·定时制，三中组。
- 中林－清原翔

鬼邪高校·定时制，三中组。
- 中园－陈内将

鬼邪高校·定时制，三中组。

##### 全日制
- 辻－鈴木昴秀（THE RAMPAGE from EXILE TRIBE）

由劇集第二季登場，轟一派，曾經是全日制學生的第一，但給轟打敗後隨即讓出席位，與芝MAN為雙人組搭檔，只跟隨強者，即便轟一派只有少數三人，仍是全日制不可小看的一股勢力。與鳳仙學園交手時和芝MAN聯手對上鳳仙四天王之一的仁川英明但落敗。
- 芝MAN－龍（THE RAMPAGE from EXILE TRIBE）

由劇集第二季登場，轟一派跟辻一樣曾經是全日制學生的第一。姊姊是苺美瑠狂的芝， 與辻為雙人組搭檔，只跟隨強者，即便轟一派只有少數三人，仍是全日制不可小看的一股勢力。與鳳仙學園交手時和辻聯手對上鳳仙四天王之一的仁川英明但落敗。山王街出身。
- 轟洋介－前田公輝

由劇集第二季登場，轟一派首領，全日制最強，是由江罵羅工業高校轉過來鬼邪高校的全日制轉校生。是個戴著眼鏡看似好認真的學生。曾經給不良學生欺負過的關係而對他們存有偏激之意，最後徹底鍛鍊體格，增強至有壓倒性的戰鬥力。制服了全日制的學生後，立即打算去兼讀制那邊鬧事，要求跟村山對打卻被拒絕。為了挑釁村山，主動去討伐他身邊的同伴。二度敗給村山，對上鳳仙時和鳳仙四天王之一的小田島有劍交手並勝過對方，並與對方成為了朋友。轟雖是全日制公認最強的，但是卻缺乏了類似村山和楓士雄的吸引力，因此雖然轟一派戰力獨霸一方但只有少數的三人。在對抗牙斗螺一戰中，和鳳仙學園的小田島有劍成為摯友，與小田島有著釣魚這一並同喜好。
- 花崗楓士雄-川村壱馬（THE RAMPAGE from EXILE TRIBE）

由劇集O篇章初登場，曾經在鬼邪高全日制呆過兩個禮拜，後退學，於最新電影版極惡王回到鬼邪高中，在希望小區長大，經常與同伴高城司結伴打架，從初中起便是周遭不良學校的老大，他和司是希望小區第二強，與泰志清史和辻芝MAN是宿敵，回到鬼邪的原因是想稱霸全日制，身型矮小卻擁有強大的戰鬥力，略遜於全日制最強轟洋介、鳳仙頭目佐智雄，在與鳳仙交手時勝過鳳仙四天王之一的志田健三，略強於夥伴高城司、瀨之門的須崎亮。格鬥技巧花俏且實用，以速度見稱，已稱霸中中一派和司一派，是全日制最有可能成為新一代霸主的候選人。
- 高城司-吉野北人（THE RAMPAGE from EXILE TRIBE）

鬼邪全日制占據一方勢力的霸主，被通稱為「沈睡的獅子」。村山評價他一旦甦醒連轟都要畏懼三分，因為楓士雄不在而不想找麻煩，提不起鬥志，因為想不通而去和楓士雄打完一架後便開始建立自己的勢力了，是楓士雄還沒來前全日制第二強的人物，實力略輸於轟洋介和楓士雄。和果醬男還有楓士雄是好朋友，於楓士雄重新回到鬼邪高後將司一派主將之位轉讓給楓士雄，開始幫助楓士雄稱霸全日制。
- 果酱男-福山康平

全名宇治原希介，鬼邪高校全日制二年级学生，属于司一派，仰慕枫司二人，是个情报通，對打架完全一竅不通，不仅悉知解鬼邪高内的动向，对周围不良高校和SWORD地区的情况也了若指掌。
- 西川泰志-佐藤流司

鬼邪高校全日制泰・清一派，通稱「狂氣的幹架師」，以速度见长，来自来自希望之丘住宅区，但初中时和枫司不同校。不过，初中起就到处惹事，因此和枫司结了不少梁子。初中毕业后，原本和清史一起在别的高中当老大，但为了挑战更强的对手一并转校。拥有很强的战力，和清史结伴而战更能发挥超群威力。和鳳仙交手時在負傷的情況下敗給鳳仙四天王之一的志田健三。和鐮坂高校的岩次和志是死敵。
- 横山清史-植木和聪

鬼邪高校全日制泰・清一派，通稱「飢餓的瘋狗」，以力量取胜。来自来自希望之丘小区，但初中时和枫司不同校。不过，初中起就和泰志一起到处惹事，因此和枫司结了不少梁子。初中毕业后，两人原本在别的高中当老大，但为了挑战更强的对手一并转校。两人各自拥有很强的战力，结伴而战更能发挥超群威力。
- 中越大-神尾枫珠

鬼邪高校全日制中・中一派，五中出身，在初中时代找称霸当地的枫士雄干架，最后惨败。但是，受到枫士雄之大器所感染，一直很憧憬他。进入鬼邪高后，想要夺取强者轰的地位，上演以下克上。不喜歡耍小手段，曾因手下設計刺傷清史而將其教訓一頓。热爱HIP-HOP，爱穿棒球外套。在和鳳仙學園交手時敗於佐智雄。
- 中冈昌平-中岛健

鬼邪高校全日制中・中一派，是中越的学弟，實力比中越強一點，與中越似乎在初中時就認識並相約要與中越一起進入鬼邪高校，进入鬼邪高校后统领一年级，与统领二年级的中越组成中・中一派。與鳳仙交手時和佐智雄纏鬥了一會但並沒有給對方造成多大的傷害。在瀨之門一戰中，憑自己之力打倒瀨之門的津田沼。

#### RUDE BOYS
為SWORD中的「R」。通稱「RUDE」，集結了困擾在黑暗的人，是保護着名為「無名街」的貧民窟的團體，全員都能以輕盈的姿態做出雜技的高難度動作，而且最擅長是free running的跑動。別名是「無情街道的亡靈」。「無名街」的居民很多都是沒有名字寄居在這裡，大家都是互相依靠生活，因此之間的關係深厚，萬一做出危害到家族安全的人，都必須付出代價。
- SMOKY（スモーキー）－窪田正孝

是「RUDE BOYS」的領袖，對以住在無名街的家人都比誰更重視，絕不容許任何傷害他家人的人。在團隊成員和無名街的小孩子們眼中的哥哥般仰慕。常常會咳嗽也有吐血的情況。和「山王聯盟」對打的時候曾經一度力壓YAMATO。在电影版3：终极任务中成为九龙刺杀目标，同时为了保护家人一人留下断后，由于体力不支被九龙杀死。
- SHION（シオン）－永瀨匡

「RUDE BOYS」的幹部。曾經背著團成員跟家村會合作製造毒品，也親自去售賣，那都是為了籌募醫藥費給SMOKY。后被SMOKY发现，在SMOKY的要求下离开的无名街。
- TAKESHI（タケシ）－佐野玲於（GENERATIONS）

「RUDE BOYS」的副首领，擅長做出像霹靂舞的動作，在跟「山王聯盟」對峙的時候，對手是TETZ。像哥哥的存在，常常為SMOKY的身體狀況而憂心。
- PEE（ピー）－ZEN（日语：ZEN (パルクール)）

擅長像跑酷的成員。小時候因為是個愛哭鬼（日語擬聲詞是PEEPEE啼哭），因而得到PEE這個名字。在跟「山王聯盟」對峙的時候是跟DAN對打。
- Yu－佐野岳

「RUDE BOYS」的幹部，于电影版2：天空尽头登场。性格豪放，大大咧咧。

#### 達磨一家
為SWORD中的「D」。通稱「達摩」，是由曾經給MUGEN殲滅的九龍組旗下組織「日向會」的日向四兄弟中排行第四的日向紀久作為領頭，還有對MUGEN有怨恨的饕餮兄弟結成的組織。不論是贏或是輸，只為求復仇而連番挑釁。別稱「復仇破壞家族」。組織據點在深山的荒廢寺廟，用美國汽車代步。全員都是披著紅色的半袖外套，戰鬥的時候會在臉上畫上有如歌舞伎的臉畫，同時會打太鼓作陣型攻擊，整體充滿和風感。在电影版2：天空尽头中总部变成了一个充满传统日式赌场中，由达磨四恶童负责看场。
- 日向紀久－林遣都

是「達磨一家」的頭目。為了取回給「九龍組」捨棄了的名字「日向」而戰鬥，是個為求報復以及自身的目的而不擇手段的人，也是有著死了音樂所謂的覺悟而戰鬥。曾在監獄中待過，給「九龍組」耍手段而釋放出來後，作為條件而攻擊「SWORD地區」。但在跟「山王聯盟」對峙的時候，NOBORU的亂入，以及看到失去戰意的「山王聯盟」，對自己復仇的生存意義感到迷茫了，其後消失了蹤影。
- 右京－遠藤要（日语：遠藤要 (俳優)）

是團中幹部，頭髮是銀色。是給「MUGEN」逐出的前成員，同時是「饕餮兄弟」的哥哥。
- 左京－阿部亮平 （俳優）

是團中幹部，戴著帽子，是嘻哈風打扮的男人。是「饕餮兄弟」的弟弟，跟右京一樣是個凶殘的男人但相反地思想比較深遠的性格。
- 加藤鷲－小澤雄太（劇團EXILE）

是團中幹部，是「達磨一家」結成是的成員，頭髮是赤紅色，會拿著紅色雨傘。為了奪SWORD而襲擊「鬼邪高校」。
- 风太－水野胜

達磨四恶童之一，留有一头金发，被日向紀久安排看管赌场。于电影版2：天空尽头登场
- 雷太－田中俊介

達磨四恶童之一，留有一头金发，与风太不同的是眉毛也染成金色，被日向紀久安排看管赌场。于电影版2：天空尽头登场
- 阿形－守屋光治

達磨四恶童之一，戴一个黄色墨镜。被日向紀久安排看管赌场。于电影版2：天空尽头登场
- 吽形－井泽勇贵

達磨四恶童之一，被日向紀久安排看管赌场。于电影版2：天空尽头登场

### 九龙组

#### 家村會
黑幫組織九龍組旗下的分支，支配著整個港灣地區，還有國雙地區、四暗地區、螺旋地區。為爭奪承繼者之位而鎖定了SWORD地區，因此跟G-SWORD的所有組織進行交涉和游說他們加入九龍組。在SWORD地區製造和販賣新型藥物「Red Rum」（中譯：紅冧酒／紅蘭姆酒）。
- 家村龍美－中村達也

家村會會長，對新成員NOBORU有如家族般待遇，同時對失敗者及背叛者持有冷酷的一面。
- 石井－西岡徳馬

家村會幹部，跟川田意見對立。
- 川田－松澤一之

家村會幹部，鬼邪高校出身。
- 二階堂－橘KENCHI（EXILE／EXILE THE SECOND）

家
幹部，屬石井派。在監獄認識了NOBORU而成為NOBORU加入家村會的契機。因為自身過去的失敗經驗而在監獄中待過，對任何失敗者都絕不留情。
- KIRINJI（キリンジ）－小野塚勇人（劇團EXILE）

家村會成員，屬川田派。常有拍打頸部的習慣，對受到高層器重的 NOBORU懷有敵意。

#### 日向會
是以「日向四兄弟」的其中三人為中心的九龍組旗下組織。在舊SWORD地區時期為了讓家村會認可，對MUGEN作出挑釁，隨後給MUGEN六人打敗後也被九龍組逐出家門。
- 日向四兄弟・長男－島津健太郎

是日向會領袖。特徵是金髮，戴著墨鏡，有一道由口延至耳朵的傷痕，使用的武器是鎖鏈。在跟MUGEN戰鬥中和太田進行單對單而輸掉。
- 日向四兄弟・次男－足立雲平

特徵是長髮，在跟MUGEN戰鬥中企圖用車撞倒九十九。  パンク風の長髪の男。ムゲンとの抗争では車で九十九を撥ねるが、倒したと思っていた九十九に隙をつかれて逆に倒される。
- 日向四兄弟・三男－波岡一喜

特徵是有鬍子，束玉米壟髮式。在跟MUGEN戰鬥中和琥珀單對單。

#### 上园会
- 上园龙臣－石黑贤

上园龙臣是九龙组上园会会长。上园会成员皆穿白色西装。与推进在SWORD地区建立赌场法案的政治家筱原合作。上园会被雨宫雅贵和雨宫广斗消灭后，上园龙臣被刘龙人杀死，从此上园会被赶出九龙组

#### 九世会
- 九世龙心－津川雅彦

九龙组总裁兼九世会会长。在USB被曝光后被警方逮捕，后因证据不足被无罪释放。释放后率领九龙组向SWORD地区发起总攻。

#### 黑崎会
- 黑崎君龙－岩城滉一

黑崎会会长，黑崎会整体实力仅次于九世会，两个主要派系之一。整个九龙组称黑崎君龙最有希望成为下一任总裁。与警察官员波多野荣一秘密接近。
- 九鬼源治－小林直己（EXILE／三代目JSB）

“黑崎会”的年轻头目。对会长·君龙奉献全部，以完成会长的命令感到喜悦的终结者。拥有超于常人的身体能力和无穷体力的人。为了夺回USB，用特订长身日本刀向琥珀、九十九、雨宫兄弟袭击。其威力甚至能切开铁。过去曾和刘龙人战斗过。

#### 善信会
- 善信吉龙－岸谷五朗

两大派系之一的善信会会长。在九龙集团中率领着唯一能与“黑崎会”匹敌的势力。好战且说干就干的性格。在争夺家业的时候，黑崎怎么也拿不回USB，他对黑崎暴露敌对心。对胶着的事态上心，亲自进入“SWORD地区”。

#### 植野会
- 植野龙平－笹野高史

植野会会长，负责九龙组资金，相当于组里的会计，植野龙平是整个九龙组经济保障。在电影版：终极任务中通过收购来打击White Rascals的总部天堂夜总会，最终导致White Rascals的总部被摧毁。

#### 源会
- 源龙海－高岛政宏

九龙组源会会长。拥有大量经验丰富的杀手。允许手下使用枪支。是黑崎派人士。

#### 藤森会
- 藤森龙生－木下凤华

藤森会会长。在不留证据的情况下清理抗争、暗杀、拷问现场。在九龙组属于善信一派

#### 刘会
- 刘龙人－早乙女太一

详情参下

#### 克也会
- 克也龙一郎－加藤雅也

克也会会长，是以小亚洲为据点的武斗派集团。在与SWORD地区的抗争开始后，在达磨一家的赌场进行了袭击。

### MIGHTY WARRIORS
以灣岸地區為活動據點，常以高級轎車為特徵。在貧民地區誕生，結集了對音樂有相同興趣的人們，以那些爭取黑錢的黑幫為強奪目標，用搶回來的金錢作為資金去建立他們的理想之居。成立夜店「FUNK JUNGLE」也是他們理想之居的其中一環。
- ICE－ELLY（三代目JSB）

「MIGHTY WARRIORS」的領袖，是前傭兵，出生於美國海軍為基地治安惡劣的貧民窟。在小時候給音樂拯救，最後相信音樂和時裝為他帶來力量。打架是採用拳擊方式多，在拳擊會曾經可以打飛一名黑人。
- 刘龙人－早乙女太一

中國系的成員，在嘻哈服飾為主的成員中穿著西裝是比較另類的存在。文靜的性格，常常在讀書，也會不時說出詩人般的言語。會使用柳葉刀和耍中國武術。不時會不出聲的在成員背後消失身影。同时也是九龙会总裁的儿子，在电影版2：红雨篇中奉令杀死上园龙臣后成为九龙刘会会长，经常与MIGHTY WARRIORS保持联系
- SARAH－大屋夏南

是團中唯一女性，在DOUBT的販賣中偶遇「MIGHTY WARRIORS」的成員而得救。起初對團的理念並不認同，但對ICE的率直的想法感到吸引而加入團。
- PEARL－野替愁平（劇團EXILE/DOBERMAN INFINITY）

在團中是個緩和氣氛的擔當，也會常常說美式笑話。和9常常一起作曲。
- BERNIE－白濱亞嵐（EXILE/GENERATIONS）

是個擅長跳舞的成員。擅長電腦，還會黑客入侵，另外也喜歡用instagram。和PEARL感情要好，平時也會常常掛著笑容，但也是非常有實力，打架時也會混入跳舞的元素。
- 9（NINE）－ANARCHY

說唱一樣的說話腔調，還有使用關西話都是他的特徵。跟ICE一樣熱愛音樂，作為嘻哈歌手而跟成員分享音樂。擅長駕駛跑車和遊艇。
- JESSE－NAOTO（三代目JSB）

山王监狱回来的“监狱王者”。LITTLE ASIA出生，聚集同乡的强者组成了最强的PRISON GANG组织。以压倒性的力量君临监狱内的“PRISON战斗”，得到自由往返的权利。虽身高不高，但肌肉锻炼得很好。有着惊人的速度和格斗能力。受到某人委托出狱，加入MIGHTY WARRIORS。
- Pho－关口MANDY（EXILE/GENERATIONS）

在JESSE的介绍下新加入MIGHTY WARRIORS的巨汉。拥有用指尖扭曲硬币的怪力。但是心地善良，在家乡小亚洲作为保护孩子们的哥哥而被仰慕。因目击到人贩绑架幼儿的现场而暴怒并攻击了对方，于是被监禁在罗千监狱。在那里与同乡出身的JESSE相遇，为了在监狱内生存，成为了他率领的队伍的一员
- DIDDY－LIKIYA（THE RAMPAGE）

Mighty Warriors成员，于电影版：天空尽头登场

### 張城
是以韓國為據點的韓國黑手黨。為了加強勢力，正計劃搶奪「SWORD地區」。跟九龍組是敵對關係。
- 張－ 白龍

在電影登場，是「張城」的BOSS。
- 李－V.I (BIGBANG)

電視劇第二季登場，是「張城」的後裔。擁有的別墅供給「MIGHTY WARRIORS」作為基地，而得到他們協助的關係。為了達到「SWORD地區」，徹底調查過琥珀的過去而利用他，非常享受事情根據他計劃而進行的成功感。

### DOUBT
在灣岸地區活動，是個會強行帶走女性的極惡星探集團，有「九龍組」作為後盾，主要是販賣人口為主業。是有「MUGEN」和「MIGHTY WARRIORS」結成前便有的團體。跟「White Rascals」是敵對關係，穿著的衣服也是一黑一白成強烈對比。
- 林兰丸- 中村苍

「DOUBT」的真正领袖，在电影版天空尽头登场。相信钱和力量就是一切，是用暴力集结的组织DOUBT的老大。性格残暴，没有利用价值的人即使是伙伴也会毫不留情地舍弃。被称作“狂犬”，一旦发狂就停不了，在与White Rascals争夺地盘时，对警察也施加暴力，因此在罗千监狱服役。为夺回地盘，用钱雇佣在监狱认识的PRISON GANG，出狱后开始行动。
- 高野 真人- 秋山真太郎（劇団EXILE）

「DOUBT」的代領袖，光頭的。在兰丸服刑期间统领DOUBT。在heaven打算和LALA交易那記憶卡，但因為CHIHARU的介入失敗了。
- 平井 - 武田航平

由劇集第二季登場，感覺稍為輕佻，在不為意間誘帶女性作為販賣。

### 山王街居民
- NOBORU（ノボル） - 町田啓太（劇團EXILE）

跟COBRA和YAMATO是兒時玩伴的密友。在劇集第一季的時候是關鍵人物的存在。聰明擅長讀書的他曾經目標成為律師，也能夠升讀大學，但隨後結交了的女朋友美保給人施暴而自殺未遂，因為復仇而給逮捕。在喪失了生存之道而感到無力的他在監獄中遇到「九龍組 家村會」的二階堂，給他挖角而捨棄過去加入「家村會」。「家村會」為了奪取「SWORD地區」曾經派遣他到「SWORD」各組織進行交涉，但失敗後給二階堂捨棄要他負上全部責任。後來得到COBRA和YAMATO的遊說下回去山王街。在电影版：天空尽头中正式成为山王联合会成员。
- NAOMI（ナオミ） - 藤井萩花（Flower/E-girls）

是龍也的妹妹，負責看守著哥哥遺下的洋食店「ITOKAN」。跟YAMATO是青梅竹馬，是個大姐姐的感覺，性格也不比男生弱。
- 朝比奈壽子 - YOU

YAMATO的母親，是前「苺美瑠狂」的第二代頭目。最拿手的料理是飯糰，也會不時地給兒子適當的建議。
- 小竹老闆娘 - 小泉今日子

是壽子的朋友，是COBRA他們常常去的酒吧老闆娘，是山王街的年輕人的商討對象。
- 尾澤新太郎 - 天野浩成

是COBRA他們的前輩，平時給叫「直笛尾澤」。只要不給看成前輩的話就會非常不滿，口頭禪是「我是前輩喔！」。有說給叫「直笛尾澤」是因為小學生的時候曾經吹過女生的直笛。

#### 理髮店PUMA
- 伊集院殻人 - 加藤歩

是伊集院家長男，跟弟弟長得很像，知道仁花喜歡TETZ感到慌張起來。負責經營理髮店。
- 伊集院仁花 - 坂東希（Flower/E-girls）

是伊集院家長女，因為是個長得跟兩位哥哥長得完全不像的美女已成為「山王七不思議」的傳說。雖然樣子很可憐但其實是個毒舌的人。常常會在理髮店幫忙，但隨後去了ITOKAN工作。跟TETZ的關係貌似越來越好。

### 苺美瑠狂
中文意思是草莓牛奶，以山王街為據點的女子團體，喜歡穿著粉紅色制服，也常常會坐著改造過的電單車四處去。平時都會像普通女生集會的戀愛商談，也常常跟「山王聯盟」一樣流連在ITOKAN，集會的時候愛喝跟團名一樣的草莓牛奶。正確的成員人數不明，但因為仰慕頭目純子而入團的女生不少，團是由現役成員的母親設立，是個歷史悠久的團。
- 純子 - 小島藤子

「苺美瑠狂」團長。喜歡帥哥，內心對COBRA存有愛慕之意，但很逞強而且強勢，對戀愛不擅長，而且也不容易得手的女生。母親是「苺美瑠狂」的第一代團長。
- 明日香 - 工藤綾乃

「苺美瑠狂」副團長。是仰慕著純子但曾經瞞著純子跟芝和押上去聯誼。母親是「苺美瑠狂」的初期成員。
- 芝 - 楓（Happiness/E-girls）

身材高，和押上被稱爲「Twin Tower （雙子塔）」，別名「東京鐵塔」。平時和押上一起在「壇商店」工作，和押上感情要好，有個在「鬼邪高校」讀全日制的弟弟（芝MAN）。母親是「苺美瑠狂」的初期成員。
- 押上 - 佐藤晴美（Flower/E-girls）

跟芝一樣是身材高，二人被稱爲「Twin Tower （雙子塔）」，別名「Sky Tree（晴空塔）」。暗戀「鬼邪高校」的村山。母親是「苺美瑠狂」的初期成員。
- NONORIKI（ノノリキ）- 山口乃々華（E-girls）

由劇集第一季（Hulu版）登場，是「鬼邪高校」的全日制女學生。在第二季加入團。
- ISHIKAWA（イシカワ ）- 城戸愛莉

由劇集第二季登場，跟NONORIKI同期。

### 其他人物
- 美保－ 平田薫

是在大學時代跟NOBORU相識的戀人，被強暴後曾經試圖自殺，也因為父親的債務而要在「DOUBT」那裡工作。在店內偶然知道NOBORU入院的事而逃離「DOUBT」的店，期間給KIZZY救了。隨後在COBRA的幫助下匿藏在heaven。
- 西郷 - 豊原功補

由劇集第二季登場，是SWORD地區的山王警察署捜査一課的刑警。

## 音樂專輯
作為「HiGH&LOW」大型企劃中其中一項目，於2016年6月15日正式發行名為『HiGH&LOW ORIGINAL BEST ALBUM』的群星音樂專輯，收錄在電視劇和電影中的歌曲。在日本Oricon銷售榜首周奪得第一位，銷售量高達25.8萬，作為群星音樂專輯是Oricon歷年銷售排行第五位。

### CD Disc1
1. MUGEN ROAD / 三代目J Soul Brothers from EXILE TRIBE
作詞：TAKANORI (LL BROTHERS), ALLY / 作曲：Albi Albertsson, JEFF MIYAHARA
「MUGEN」的主題曲，電視劇和電影『HiGH&LOW THE MOVIE』主題曲。
2. Do or Die / DOBERMAN INFINITY
作詞：Amon Hayashi, KUBO-C, GS, P-CHO, SWAY, KAZUKI / 作曲：Mitsu.J, Amon Hayashi, KUBO-C, GS, P-CHO, SWAY, KAZUKI
「山王聯合會」的主題曲。
3. JUMP AROUND ∞ / DOBERMAN INFINITY
作詞・作曲：Larry E. Muggerud, Erik Schrody, David Appell, Kal Mann, Earl Lee Nelson, Rober Nelson Relf
日本語詞：KUBO-C・GS・P-CHO・SWAY・KAZUKI / 編曲：DJ Sachiho
「鬼邪高校」的主題曲。
4. WHITEOUT / PKCZ® feat. EXILE SHOKICHI
作詞：Amon Hayashi / 作曲：Chaki Zulu, Amon Hayashi
「White Rascals」的主題曲。
5. RUN THIS TOWN / GENERATIONS from EXILE TRIBE
作詞：P.O.S. / 作曲：KENTZ, SHIKATA, CHRIS HOPE, J FAITH
「RUDE BOYS」的主題曲。
6. STRAWBERRY サディスティック （中文意思：草莓虐待狂）/ E-girls
作詞：Norihisa Hiranuma, Litz / 作曲・編曲：CLARABELL
「苺美瑠狂」的主題曲。
7. VOICE OF RED feat. GS / DJ DARUMA from PKCZ®
作詞・作曲：DJ DARUMA, Chaki Zulu, GS (DOBERMAN INFINITY)
「達磨一家」的主題曲。
8. One Time One Life / EXILE THE SECOND
作詞：TAKANORI (LL BROTHERS), ALLY / 作曲：Amon Hayashi, Dirty Orange
「九龍組・家村會」的主題曲。
9. MIGHTY WARRIORS / PKCZ® feat. AFROJACK, CRAZYBOY, ANARCHY, SWAY, MIGHTY CROWN (MASTA SIMON & SAMI-T)
作詞：CRAZYBOY, ANARCHY, SWAY, MASTA SIMON, SAMI-T / 作曲：AFROJACK
「MIGHTY WARRIORS」的主題曲。
10. FOREVER YOUNG AT HEART / 今市隆二
作詞：小竹正人 / 作曲：FAST LANE / 編曲：FAST LANE, Shigeru Kajita / ストリングスアレンジ：CHICA
電影『ROAD TO HiGH&LOW』主題曲。

### CD Disc2
1. HIGHER GROUND feat. Dimitri Vegas & Like Mike / EXILE TRIBE[3]
作詞・作曲：Dimitri Thivaios, Michael Thivaios, Willem van Hanegem, Ward van der Harst, CHRIS HOPE, SHIKATA, MARIA MARCUS, Masaya Wada, SHOKICHI, CRAZYBOY
電影『HiGH&LOW THE MOVIE』主題曲。
2. SIN / ACE OF SPADES feat. 登坂広臣
作詞・作曲：AUDIO 2 AUDIO
「雨宮兄弟」的主題曲。
3. Louder / ACE OF SPADES
作詞：AUDIO 2 AUDIO, TAKAHIRO / 作曲：AUDIO 2 AUDIO
「雨宮雅貴」的主題曲。
4. CHAIN BREAKER / PKCZ® feat. 登坂広臣
作詞・作曲：Chaki Zulu, SAKURA
「雨宮広斗」的主題曲。
5. ASOBO! feat. Far East Movement / EXILE THE SECOND
作詞：VERBAL, SHOKICHI, NESMITH, Far East Movement (Kevin Nishimura, James Roh, Virman Coquia) / 作曲：M.Vorwerk
「DOUBT」的主題曲。
6. Unbreakable / GENERATIONS VS THE RAMPAGE (from EXILE TRIBE)
作詞：Masaya Wada / 作曲：CHRIS HOPE, SHIKATA,
7. FIND A WAY / THE RAMPAGE from EXILE TRIBE
作詞：Masaya Wada / 作曲：SKY BEATZ, SHIKATA, CHRIS HOPE
8. WE RUN DIS / PKCZ® feat. V.I (from BIGBANG)
作詞：VERBAL (m-flo/PKCZ®), ZERO (YVES&ADAMS) / 作曲：Lucas Valentine, ZERO (YVES&ADAMS)
張城「李」的主題曲。
9. FUNK JUNGLE / ANARCHY, SWAY & CRAZYBOY
作詞：ANARCHY, SWAY & CRAZYBOY / 作曲：DJ FUJI, KNUX, ANARCHY, SWAY, CRAZYBOY
10. BBFL / SWAY & ANARCHY
作詞：SWAY & ANARCHY / 作曲：Lucas Valentine, SWAY & ANARCHY
「MIGHTY WARRIORS」的「Pearl」和「9」的主題曲。
11. Hell On Earth / KUBO-C, P-CHO & JAY'ED
作詞：KUBO-C, P-CHO, JAY'ED / 作曲：NAOtheLAIZA, DJ first, KUBO-C, P-CHO, JAY'ED
「琥珀」的主題曲。
12. Maria / 青柳翔
作詞・作曲：ATSUSHI / 編曲：Yuta Nakano
「九十九」的主題曲。

### DVD
- MUSIC VIDEO

1. EXILE TRIBE「HIGHER GROUND feat. Dimitri Vegas & Like Mike」
2. 三代目J Soul Brothers from EXILE TRIBE「MUGEN ROAD」
3. DOBERMAN INFINITY「Do or Die」
4. EXILE THE SECOND「One Time One Life」
5. GENERATIONS from EXILE TRIBE「RUN THIS TOWN」
6. E-girls「STRAWBERRY サディスティック」
7. PKCZ® feat. AFROJACK, CRAZYBOY, ANARCHY, SWAY, MIGHTY CROWN (MASTA SIMON & SAMI-T)「MIGHTY WARRIORS」
8. ACE OF SPADES feat. 登坂広臣「SIN」

- Bonus Movie

1. 三代目 J Soul Brothers from EXILE TRIBE 「MUGEN ROAD」 (Music Video Long Version)
2. DOBERMAN INFINITY 「Do or Die」 (Music Video Long Version)

## 電影

### ROAD TO HiGH&LOW
「ROAD TO HiGH&LOW」是2016年5月7日起在日本為期兩星期限定公開放映的電影。Netflix版本翻譯作「成軍之路」，本電影是有電視劇第一季的内容加上未公開的片段並以COBRA（コブラ）、YAMATO （ヤマト）及NOBORU（ノボル）三人的視點來描述。

### HiGH & LOW熱血街頭 電影版
『HiGH & LOW熱血街頭 電影版』是於2016年7月16日在日本上映的電影。
本作品有多位於電視劇出場的角色並有只有此電影版出場的角色。
而於2016年7月4日在東京國際論壇大樓的HALL A舉行的完成披露試映會所出席的男性演出者有50人，達日本史上最多人同時參興台舞的答謝會。

#### 製作人員（HiGH & LOW熱血街頭 電影版）
- 導演 ：久保茂昭
- 劇本 ：渡辺啓、平沼紀久、TEAM HI-AX
- 演出企劃：EXILE HIRO
- 動作導演 ：大内貴仁
- 撮影：鯵坂輝国
- 照明：平野勝利
- 録音：照井康政
- 美術：橋本創
- 音樂：中野雄太
- 音樂製作人：佐藤達郎
- 戲裝製作人 ：小川哲史
- 制作：日活、 ブースタープロジェクト
- 製作：日本テレビ放送網 、LDH
- 發行商：松竹

### HiGH & LOW熱血街頭 電影版～紅雨篇～
『HiGH & LOW熱血街頭 電影版～紅雨篇～』是於2016年10月8日在日本公開的電影。
主演是TAKAHIRO及登坂廣臣。而於本作品起登場的角色有由齋藤工飾演雨宮兄弟長男:雨宮尊龍而女主角則是由吉本實憂飾演成瀬愛華。
此電影更於2016年9月27日在台灣舉行國際首映禮，主演的TAKAHIRO和登坂廣臣同時出席首映禮。另外韓國預定在2016年10月19日舉行首映禮，主演的TAKAHIRO和登坂廣臣也預定出席首映禮。

#### 製作人員（HiGH & LOW熱血街頭 電影版～紅雨篇～）
- 導演：山口雄大
- 動作導演 ：匠馬敏郎
- 劇本 ：松田裕子 、牧野圭祐   、平沼紀久 、渡辺啓
- 製作總指揮 ：黒崎太郎 、 森雅貴
- 執行製作人 ：山田克也、森広貴、関佳裕、八木元
- 演出企劃：EXILE HIRO
- 企劃製作 ：HI-AX
- 製作總括：川田真太郎
- 制片人：植野浩之、藤村直人、平沼紀久、中林千賀子、坂下哲也
- 撮影：福本淳
- 美術：畦原唱平
- 装飾：鈴木伸弥
- 音樂：中野雄太
- 音樂製作人：佐藤達郎
- 録音：原川慎平
- 音響効果：小島彩
- 照明：松本憲人
- 編輯：堀善介
- 服裝：井手珠美
- 戲裝製作人 ：小川哲史
- 化妝：宮内三千代
- 選曲：佐藤啓
- 執行製片：阿久根裕行
- 製片經理：吉田信一郎
- 副導演：久保朝洋
- 特效總監：市原直
- 特殊造型：百武朋
- 製作著作：「HiGH&LOW」製作委員會
- 製作公司：日テレ アックスオン / イメージフィールド
- 發行商：松竹

### HiGH & LOW熱血街頭 電影版 2 天空的盡頭
『HiGH & LOW熱血街頭 電影版 2 天空的盡頭』是將於2017年8月19日在日本公開的電影。

#### 製作人員（ HiGH & LOW熱血街頭 電影版 2 天空的盡頭）
- 導演：久保茂昭、中茎強
- 動作導演 ：大内貴仁
- 劇本 ： 平沼紀久、渡辺啓、福田昌平、Team HI-AX
- 演出企劃：EXILE HIRO
- 企劃製作 ：HI-AX
- 製作著作：「HiGH&LOW」製作委員會
- 發行商：松竹

### HiGH & LOW熱血街頭 電影版 3 終極任務
『HiGH & LOW熱血街頭 電影版 3 終極任務』是將於2017年11月11日在日本公開的電影。

#### 製作人員（HiGH & LOW熱血街頭 電影版 3 終極任務）
- 導演：久保茂昭、中茎強
- 動作導演 ：大内貴仁
- 劇本 ： 平沼紀久、渡辺啓、福田昌平、Team HI-AX
- 演出企劃：EXILE HIRO
- 企劃製作 ：HI-AX
- 製作著作：「HiGH&LOW」製作委員會
- 發行商：松竹

## 活動
- HiGH&LOW THE BASE（2016年）
  - 7月5日 - 8月31日、超☆汐留パラダイス!
- 日テレ×LIVE in SUMMER YOKOHAMA PKCZ×HiGH&LOW PREMIUM LIVE SHOW（2016年）
  - 8月5日、赤レンガパーク

## 演唱會
- HiGH&LOW THE LIVE（2016年）[12]
  - 7月22日・23日・24日、大阪巨蛋
  - 8月19日・20日・21日、福岡巨蛋
  - 8月26日・27日・28日、大阪巨蛋
  - 9月3日・4日、名古屋巨蛋
  - 9月7日・8日・14日・15日、東京巨蛋
  - 10月1日・2日・3日、大阪巨蛋（追加）

## SNS
- HiGH&LOW的Instagram帳戶
  - TETZ （テッツ）的Instagram帳戶
  - CHIHARU （チハル）的Instagram帳戶
  - BERNIE / MIGHTY WARRIORS的Instagram帳戶
- HiGH&LOW OFFICIAL的X（前Twitter）
- HiGH&LOW_official的Facebook專頁

## 漫畫
漫畫情報
- 細川雅巳 『HiGH&LOW』 秋田書店 、全3冊
  1. 2016年7月8日發售 ISBN 978-4-253-13131-5
  2. 2016年7月8日發售 ISBN 978-4-253-13132-2
  3. 2016年10月7日發售 ISBN 978-4-253-13133-9

## 獲得奬項
- 第4屆JAPAN ACTION AWARD
  - 最佳動作場景奬（第一季 第6話「RUDE BOYS」）
  - 最佳動作監督奬（大内貴仁）
  - 最佳動作作品奬

## 外部連結
- HiGH&LOW 官方網站（页面存档备份，存于）
- HiGH&LOW 官方YouTube頻道（页面存档备份，存于）